# Гвоздичник ломикаменевий
Гвоздичник ломикаменевий, петрорагія ломикаменева (Petrorhagia saxifraga) — вид рослин з родини гвоздичних (Caryophyllaceae); зростає у західній, середній і південній Європі, на Кавказі, у західній Азії. Етимологія: лат. saxifragus — «розбивання каменю».

## Опис
Однорічна рослина 15–50 см заввишки. Стебла висхідні, розгалужуються майже від основи, голі або трохи запушені. Квітки на довгих квітконіжках в пухкому суцвітті. Чашечки дзвінчасті, 4–5 мм завдовжки. Пелюстки рожеві. Багаторічна трав'яниста рослина з деревною основою, 10–25(–45) см заввишки, гола або запушена. Листя лінійне, довжиною до 3 см. Суцвіття нещільне; чашечка 3–6(–7) мм; пелюстки завдовжки 4.5–10 мм, білі або рожеві. Плід — коробочка.

## Поширення
Поширений у західній, середній і південній Європі (Албанія, Австрія з Ліхтенштейном, Болгарія, Греція, Іспанія, Італія, Македонія, Молдова, Німеччина, Португалія, Румунія, Сицилія з Мальтою, Словаччина, Словенія, Угорщина, Хорватія, Франція, Швейцарія), на Кавказі (Вірменія, Азербайджан, Грузія), у західній Азії (пн. і зх. Іран, Ірак, пн. Туреччина); інтродукований до Великої Британії, Естонії, Латвії, пд. Канади, Польщі, США, України, Швеції.
В Україні вид зростає на сухих схилах, кам'янистих местах — культивують як декоративну, дичавіє, рідко (околиці Києва, Умані, Маріуполя, Ялти).